# Ludwig Schlesinger (historiker)

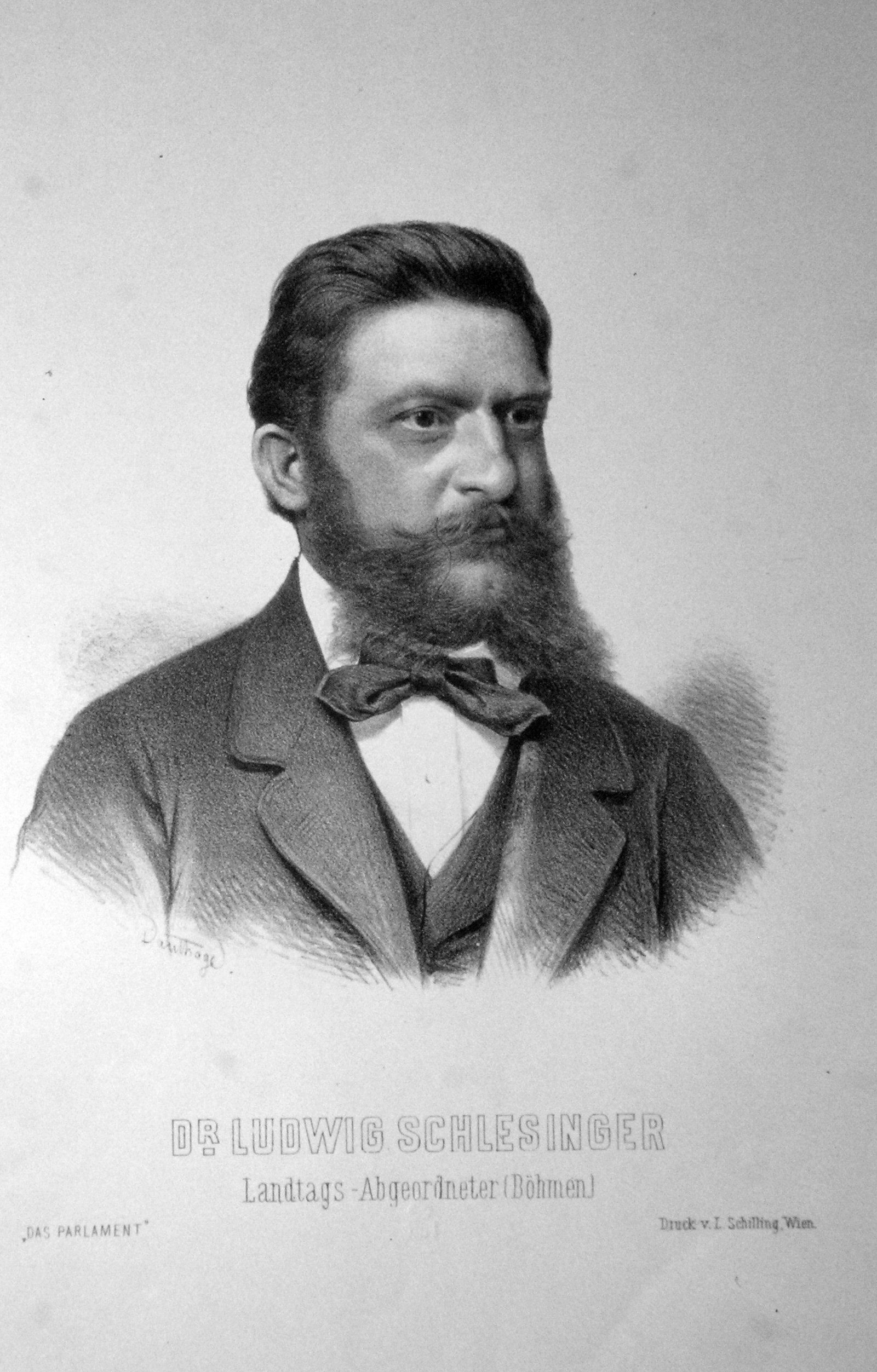
Ludwig Schlesinger, litografi av Adolf Dauthage, omkring 1880.

Ludwig Schlesinger, född den 13 oktober 1838 i Oberleutensdorf, död den 24 december 1899 i Leitmeritz, var en böhmisk politiker och historiker.
Schlesinger, som sedan 1876 var direktor för ett lyceum för flickor i Prag, försvarade mot den växande tjeckiska nationalismen den tysktalande befolkningens betydelse för Böhmens kulturutveckling. Han var sedan 1870 ledamot av böhmiska lantdagen, invaldes 1885 i Landesausschuss och var sedan 1894 ledare för de frisinnade tyskarna i Böhmen. Hans främsta verk var Geschichte Böhmens (2:a upplagan 1870).